# 김강훈
김강훈(2009년 6월 7일 ~ )은 대한민국의 배우이다.

## 출연작

### 드라마
| 연도 | 방송사    | 제목                         | 역할                                          | 비고     |
| ---- | --------- | ---------------------------- | --------------------------------------------- | -------- |
| 2014 | MBC       | 오만과 편견                  | 김찬                                          |          |
| 2016 | SBS       | 돌아와요 아저씨              | 영찬                                          |          |
| 2016 | JTBC      | 이번 주 아내가 바람을 핍니다 | 도준수                                        |          |
| 2017 | KBS2      | 김과장                       | 어린 김성룡 (남궁민 아역)                     |          |
| 2017 | MBC       | 도둑놈, 도둑님               | 어린 장돌목 / 김수현 (지현우 아역)            |          |
| 2017 | KBS2      | 7일의 왕비                   | 이황                                          |          |
| 2017 | tvN       | 크리미널 마인드              | 강한별                                        |          |
| 2017 | JTBC      | 알 수도 있는 사람            |                                               |          |
| 2017 | SBS       | 의문의 일승                  | 어린 오일승 / 김종삼 (윤찬영, 윤균상 아역)    |          |
| 2018 | tvN       | 미스터 션샤인                | 어린 최유진 / 유진 초이 (전진서, 이병헌 아역) |          |
| 2018 | MBC       | 붉은 달 푸른 해              | 한시완                                        |          |
| 2019 | JTBC      | 일단 뜨겁게 청소하라         | 예준                                          |          |
| 2019 | tvN       | 로맨스는 별책부록            | 어린 차은호 (이종석 아역)                     |          |
| 2019 | tvN       | 호텔 델루나                  | 어린 구찬성 (여진구 아역)                     |          |
| 2019 | KBS2      | 동백꽃 필 무렵               | 강필구                                        |          |
| 2019 | JTBC      | 나의 나라                    | 어린 남선호 (우도환 아역)                     |          |
| 2020 | MBC       | 더 게임: 0시를 향하여        | 어린 구도경 / 조현우 (임주환 아역)            |          |
| 2020 | Netflix   | 킹덤 2                       | 이염                                          | 웹드라마 |
| 2020 | JTBC      | 18 어게인                    | 어린 서지호 (최보민 아역)                     |          |
| 2020 | tvN       | 스타트업                     | 어린 남도산 (남주혁 아역)                     |          |
| 2020 | tvN       | 철인왕후                     | 어린 철종 (김정현 아역)                       |          |
| 2021 | tvN       | 마우스                       | 어린 정재훈 / 정바름 (이승기 아역)            |          |
| 2021 | SBS       | 라켓소년단                   | 이용태                                        |          |
| 2022 | TVING     | 내과 박원장                  | 박동구                                        |          |
| 2022 | JTBC      | 재벌집 막내아들              | 어린 윤현우/진도준 (송중기 아역)              |          |
| 2023 | MBC       | 꼭두의 계절                  | 조물주                                        | 특별출연 |
| 2024 | Netflix   | 종말의 바보                  | 박진서                                        |          |
| 2024 | Apple TV+ | 파친코 시즌2                 | 노아                                          |          |

### 영화
| 연도 | 제목            | 역할                         | 비고     |
| ---- | --------------- | ---------------------------- | -------- |
| 2017 | 사랑하기 때문에 | 박정민                       |          |
| 2017 | 루시드 드림     | 최민우                       |          |
| 2018 | 치즈인더트랩    | 어린 유정 (박해진 아역)      |          |
| 2019 | 엑시트          | 한지호                       |          |
| 2019 | 변신            | 박우종                       |          |
| 2019 | 블랙머니        | 단식 투쟁하다 죽은 남자 아들 | 특별출연 |
| 2021 | 내일의 기억     | 소년                         |          |
| 2021 | 기적            | 어린 정준경 (박정민 아역)    |          |
| 2022 | 늑대사냥        | 도일 아들                    | 우정출연 |
| 2025 | 승부            | 어린 이창호 (유아인 아역)    |          |

## 연기 외 활동

### 교양
- 2019년 KBS1 《역사저널 그날》 - 게스트 (5월 3일)
- 2020년 EBS1 《나눔 0700》 - 내레이션 (7월 11일)

### 예능

#### 2013년
- MBC every1 《오늘부터 엄마, 아빠》

#### 2019년
- tvN 《나이거참》
- KBS2 《꿀잼 퀴즈방》 - 게스트 (5월 3일)
- tvN 《수요일은 음악프로》 - 게스트 (11월 27일)
- KBS2 《해피투게더 4》 - 게스트 (11월 28일), 스페셜 MC (12월 19일)
- 엠넷 《제21회 엠넷 아시안 뮤직 어워드》 - 땡큐 스테이지 MC
- KBS2 《KBS 연예대상》 - 베스트 아이콘상 시상자 (with 김숙)

#### 2020년
- JTBC 《슈가맨 3》 - 쇼맨/게스트 (1월 3일)
- JTBC 《아는 형님》 - 게스트 (1월 4일)
- KBS2 《옥탑방의 문제아들》 - 게스트 (1월 27일)
- KBS 조이 《서울가요대상》 - 여자 신인상 시상자 (with 김지석)
- KBS2 《신상출시 편스토랑》 - 게스트 (2월 28일, 3월 6일, 27일, 4월 3일)
- KBS2 《슈퍼맨이 돌아왔다》 - 게스트 (3월 29일)
- KBS2 《도올학당 수다승철》 - 게스트 (4월 22일)
- MBC 《선을 넘는 녀석들 - 리턴즈》 - 게스트 (3월 22일, 29일)
- MBC 《미스터리 음악쇼 복면가왕》 - 성적표A+ 참가자 (5월 3일)
- SBS 《미운 우리 새끼》 - 게스트 (5월 3일)
- MBC 《비디오스타》 - 게스트 (5월 5일)
- tvN 《놀라운 토요일》 - 게스트 (6월 20일)
- MBC 《전지적 참견 시점》 - 게스트 (8월 1일, 8일)
- tvN 《서울촌놈》 - 게스트 (8월 9일, 16일)
- 카카오TV 《톡이나 할까?》 - 게스트 (9월 15일)
- KBS 연기대상 - 1부 MC

#### 2021년
- 채널S 《잡동산》 - 출연자 (4월 8일)
- MBC 《황금어장 라디오스타》 - 게스트 (4월 21일)
- SBS 《집사부일체》 - 게스트 (5월 2일)

### 라디오
- 2019년 SBS 파워FM 《김영철의 파워FM》 - 게스트 (11월 28일)
- 2020년 MBC 표준FM 《별이 빛나는 밤에》 - 게스트 (2월 22일)
- 2020년 SBS 파워FM 《두시탈출 컬투쇼》 - 게스트 (2월 25일)
- 2020년 네이버 NOW. 《끼리끼리》 - 게스트 (4월 1일)
- 2020년 MBC 표준FM 《코로나의 시대, 일어버린 계절》 - 게스트 (7월 19일)

### 뮤직비디오
- 2020년 산들의 "작은 상자"

### 광고

#### 2010년대
- 2014년 KT 테마팍
- 2014년 올림푸스
- 2014년 토이저러스 리틀퓨처북 뽀로로펜 토이트론
- 2014년 롯데월드 어드번처 패밀리 페스티벌
- 2015년 LG유플러스 - 터닝메카드 편
- 2015년 손오공 터닝메카드
- 2015년 동국제약 마데카솔
- 2015년 제스프리 썬 공드 키위 쌩쌩 UP
- 2015년 GS SHOP
- 2015년 한국투자증권 평생연금저축
- 2015년 코웨이 Iocare 습관 30
- 2016년 이케아 - 함께해요, 맛있는 시간
- 2016년 메트라이프 - 동행
- 2016년 헨켈 홈 키파
- 2017년 KT 라인 키즈폰 2
- 2018년 윤선생 초통영
- 2018년 현대 산타페
- 2019년 SK하이닉스 반도체 - 이천 특산품 편
- 2019년 쉐보레 볼트 EV TVC

#### 2020년대
- 2020년 대교 - 눈옾이 문해력 향상 프로젝트
- 2020년 공익광고협의회 - 말이 통하는 사회, 듣기에서 시작됩니다
- 2020년 보건복지부 - 금연캠페인
- 2020년 써밋스피드수학 AI써밋수학
- 2020년 아모레퍼시픽 에스트라
- 2020년 대교 차이홍
- 2020년 콘트롤엔 티오비보
- 2020년 필굿 이노베이션 - 앙팡코스메틱 버블 크림
- 2020년 엔픽셀 그랑사가
- 2020년 엠엔 아이큰 마사지기
- 2020년 사조참치 안심따개
- 2021년 CJ제일제당 고메 - 갓먹의 시대, 오직 고메에서만 (with 최광일, 김영아, 이채윤)
- 2021년 팔도 톡톡쏙쏙 뿌요소다
- 2021년 하나은행 아이부자

### 홍보대사
- 2013년 질병관리본부 예방접종 홍보대사
- 2020년 문화유산채널 영상공모전 홍보대사

## 수상 및 후보
| 연도 | 시상식              | 부문                   | 작품                                                                | 결과 |
| ---- | ------------------- | ---------------------- | ------------------------------------------------------------------- | ---- |
| 2019 | KBS 연기대상        | 남자 청소년 연기상     | 동백꽃 필 무렵                                                      | 수상 |
| 2020 | 제56회 백상예술대상 | TV부문 남자 신인연기상 | 동백꽃 필 무렵                                                      | 후보 |
| 2020 | MBC 방송연예대상    | 남자 신인상            | 선을 넘는 녀석들 - 리턴즈 전지적 참견 시점 미스터리 음악쇼 복면가왕 | 수상 |
| 2021 | SBS 연기대상        | 팀부문 조연상          | 라켓소년단                                                          | 수상 |